# Rapporto focale

Nel disegno, ƒ è la lunghezza focale, mentre D è il diametro della lente

Il rapporto focale o numero ƒ di un qualsiasi obiettivo, è il rapporto matematico tra la lunghezza focale (ƒ) e il diametro (D) della lente sottile equivalente, dalla quale entra la luce, o del diametro effettivo del diaframma del sistema, detta anche «apertura» o «pupilla d'ingresso». Ciò vale anche per gli obiettivi a specchio riflettore.

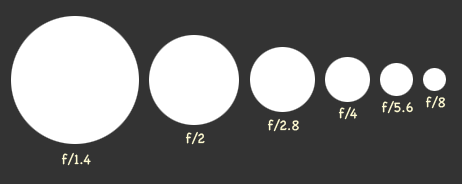
Vari diaframmi

Il rapporto viene espresso graficamente come “ 1:n ”, “ ƒ/n ” o “ f/n ”, dove “ n ” è il numero risultante dal rapporto: ad esempio, se la lunghezza focale ƒ di una lente è 10 mm e il suo diametro di apertura è di 5 mm, il rapporto focale può essere espresso come 1:2, ƒ/2 o f/2, ovvero, 10 : 5 = 2 (a volte si trova anche f2, ma è una forma non propriamente corretta).
All'aumentare del rapporto focale (es: f/4 o f/5,6), diminuisce l'apertura dell'obiettivo e dunque anche la luminosità dell'immagine ottica formata.

## Caratteristiche
Valori come f/0,95 o f/1,4, con basso rapporto focale, indicano un obiettivo fotografico o un telescopio particolarmente luminoso, anche detto veloce (in quanto per la stessa quantità di luce può essere utilizzato un tempo di posa più corto, più veloce appunto), adatto a tempi di esposizione brevi anche nel caso di condizioni di scarsa luminosità, nel caso dell'ambito fotografico, o a una maggiore capacità di raccogliere luce, a parità di diametro, nel caso di un telescopio.
Un basso rapporto focale determina anche alcuni problemi di natura ottica come quelli della coma e di altre aberrazioni; in questo caso è necessaria l'applicazione di costose tecniche di correzione che fanno aumentare il valore commerciale dell'ottica in questione.
Un alto rapporto focale, come ad esempio f/12 o superiori, determina un obiettivo poco luminoso, detto anche lento (per il motivo opposto a quello precedentemente illustrato).
Nei sistemi ottici dotati di un diaframma regolabile, che consente di variare il rapporto focale, è possibile ricercare un compromesso tra qualità dell'immagine (in particolare la sua risoluzione) e luminosità dell'ottica. Entrambe queste qualità sono desiderabili, ma mentre la luminosità aumenta al diminuire del rapporto focale, la qualità dell'immagine migliora al suo crescere. Questo però è vero solo fino ad un certo limite: quando il diametro di apertura scende al di sotto del millimetro, diventano significativi i fenomeni di diffrazione della luce, che causano un veloce deterioramento della qualità dell'immagine al crescere del rapporto focale.

## Gli stop (o f/stop)
La sequenza degli Stop o dei valori dei numeri f viene standardizzata al congresso di Liegi nel 1905 ed è rappresentata da una progressione geometrica di ragione {\displaystyle {\sqrt {2}}}  (circa 1,4), in quanto considera il diametro equivalente dell'apertura relativa, invece della superficie, e comprende i seguenti intervalli:
f/1 - f/1,4 - f/2 - f/2,8 - f/4 - f/5,6 - f/8 - f/11 - f/16 - f/22 - f/32 - f/45 - f/64 - f/90 - f/128 (etc).
Sistema utilizzato per unificare gli stop delle ghiere di tutte le ottiche, indipendentemente dalla loro lunghezza focale e dove ad ogni stop corrisponde una sezione del "foro" con un'area raddoppiata rispetto al valore precedente e pari alla metà di quello successivo. La modalità degli stop deriva presumibilmente dalla camera oscura e serviva per facilitare la regolazione accurata dell'apertura sull'ottica del riproduttore, agendo al "buio" (o alla cieca): utilizzando dei blocchi o dei fermi a scatto, sulla corsa della ghiera, viene segnalato al tatto uno spostamento di apertura pre-calcolata. La stessa "procedura" degli stop sulla ghiera del diaframma, può essere estesa anche ai tempi, alla sensibilità e alla correzione esposimetrica; per cui, quando si dice un f/stop o uno stop, è comunemente intesa una qualsiasi regolazione che provoca il doppio o la metà di luce sul sensore o sulla pellicola.
In genere il diaframma è progettato per variare la quantità della luce in ingresso, almeno di 4 o 5 stop (di norma 7 stop), ma alcuni modelli possono raggiungere anche una possibilità di scelta di 10 stop. Queste selezioni avvengono tramite regolazione meccanica, manuale o automatica, oppure controllata elettronicamente: alcuni obiettivi non hanno la ghiera manuale dei diaframmi e in alcuni modelli gli intervalli possono avere sub divisioni di 1/2 stop o addirittura fino a 1/3 di stop.